# كلارا دريسكول (سيدة أعمال)
كلارا دريسكول (بالإنجليزية: Clara Driscoll)‏ هي سيدة أعمال أمريكية، ولدت في 2 أبريل 1881 في St. Mary's of Aransas, Texas ‏ في الولايات المتحدة، وتوفيت في 17 يوليو 1945 في كوربوس كريستي في الولايات المتحدة.